# 山口松山堂
山口松山堂株式会社（やまぐちしょうさんどう）は、岩手県二戸郡一戸町にある一戸駅の駅弁を製造・販売する会社だった。2007年3月31日閉店。

## 沿革
1931年（昭和6年）4月1日に仙台鉄道管理局より一戸駅での構内営業が許可され、駅弁の製造販売を開始した。
1960年代の前半頃に現在まで続く名物駅弁である「ロースカツ弁当」の製造・販売が開始された。1967年（昭和42年）には山口松山堂株式会社が設立された。
1970年代から1980年代にかけては、一戸駅構内営業のほか、北福岡駅（現・二戸駅）、金田一駅（現・金田一温泉駅）構内営業（立ち食いそば屋）や国道4号沿いにレストハウス「馬仙峡」なども経営していた。また1990年代前半まではエル特急「はつかり」や急行「八甲田」の車内でも駅弁販売を担当していた。その後、車内事業者が日本食堂（現・NRE）に統合されたが、「はつかり」の一戸駅での「ロースカツ弁当」の積み込みは残され、名物駅弁として旅行者に愛された。
2002年（平成14年）12月1日に東北新幹線盛岡駅～八戸駅間の開業により、「はつかり」が一戸駅に停車しなくなることから存続が危ぶまれたが、多くの愛好者の要望で、二戸駅から新幹線「はやて」を積み込みを行うことになり、車内販売が存続された。しかし一戸駅の頃とは違い、二戸駅まで輸送しなければならないため、最低2人の運転手を雇わなければならず、人件費が重なり2年連続で赤字を計上。更には製造をメインで担当する店主氏が体調を崩したため、2005年（平成17年）12月10日のJR東日本ダイヤ改正に合わせて二戸駅での積み込みを中止し、日本鉄道構内営業中央会を退会した。
末期は店主と従業員1名で、駅売りはせず、一戸駅から徒歩3分の所にある「山口松山堂」で注文すると「ロースカツ弁当」を味わうことができた。IGRいわて銀河鉄道いわて銀河鉄道線を利用して、訪れる旅行者も多かった。
2007年3月31日に廃業したが、実際には材料が残っていたため4月2日まで営業は行われた。
廃業後もしばらく店舗は残っていたが後に解体撤去され、2015年現在は一般民家と駐車場になっている。

## 製造していた駅弁
- ロースカツ弁当
- トンカツ弁当
- みちのくふるさと弁当
- みちのく自然米辨当
- 幕の内弁当
- 山菜もちごめ弁当
- 啄木弁当
- うなぎ弁当
- ハンバーグ弁当
- すき焼き弁当

## 販売していた箇所
- 山口松山堂本店（一戸駅通り「一戸名物トンカツ弁当」の看板が目印）
  - 現在、店舗は撤去された。
- 一戸駅キヨスク（ - 2002年頃）
- 二戸駅キヨスク（2002年 - 2005年頃）
- 特急「はつかり」車内販売（一部列車が一戸駅で積み込み、 - 2002年）
- 急行「八甲田」車内販売（青森行の一戸 - 八戸間）
- 新幹線「はやて」車内販売（一部列車が二戸駅で積み込み、2002年 - 2005年）